# 대전용운중학교
대전용운중학교(大田龍雲中學校)는 대한민국 대전광역시 동구 용운동에 있는 공립 중학교이다.

## 학교 연혁
- 1986년 11월 14일 : 학교 설립 인가
- 1987년 3월 5일 : 개교 및 입학식(463명)
- 1990년 2월 10일 : 제1회 졸업식(457명)
- 2024년 1월 5일 : 제35회 졸업식(120명)
- 2024년 3월 1일 : 제19대 배철웅 교장 취임
- 2024년 3월 4일 : 제38회 입학식(137명)

## 참고 자료
- 대전용운중학교 - 한국교육학술정보원 학교알리미